# Aceguá
Aceguá là một đô thị thuộc bang Rio Grande do Sul, Brasil. Đô thị này có diện tích 1502,17 km², dân số năm 2007 là 4130 người, mật độ 2,75 người/km².